# Them (2006)
Them, auch Spiel oder stirb (Original: ils, auf Deutsch: sie) ist ein französischer Horrorfilm aus dem Jahr 2006. Er wurde in Rumänien gedreht.

## Handlung
Die Französin Clémentine, die am Collège Français in Bukarest unterrichtet, lebt mit dem Schriftsteller Lucas, ebenfalls Franzose, in einer abseits gelegenen, alten Villa im Wald von Snagov. Als sie eines Nachmittags im Oktober von der Schule nach Hause fährt, kommt sie auf der Landstraße an einem Unfall vorbei. Was sie nicht weiß: in der vergangenen Nacht wurde in diesem Wagen eine junge Frau ermordet, deren Mutter einer Person auf der Fahrbahn ausgewichen war, das Auto bei diesem Manöver gegen einen Laternenmast gefahren hatte und nach dem Aussteigen in der Dunkelheit verschwunden war.
Nach einem gemeinsamen Abend, der nur durch das Bellen eines herrenlosen Hundes gestört wird, bleibt Clémentine alleine auf und korrigiert die Diktate vom selben Tag. Plötzlich klingelt das Telefon, aber am anderen Ende der Leitung ist nur ein Knarren zu hören. In der Nacht wacht sie gegen vier Uhr früh auf, weil trommelartige Geräusche durchs offene Fenster dringen. Lucas geht nach draußen und bekommt mit, wie ihr Auto gestohlen wird. Nachdem Clémentine die Polizei angerufen hat, fällt der Strom aus. Im Dunkeln schleichen sich die beiden in die obere Etage. Durch ein Fenster fällt das Licht einer Taschenlampe. Nachdem sie durch seltsame Geräusche noch mehr verängstigt werden (auch das Bellen des Hundes ist wieder zu hören), geht plötzlich der Strom wieder an und sie vermuten, dass Unbekannte nun im Haus sind. Lucas lässt Clémentine im Schlafzimmer zurück, um nach den Einbrechern zu schauen. Dabei wird er jedoch am Bein verletzt. Nun übernimmt Clémentine die Initiative und klettert auf den Dachboden, um sie beide nach draußen zu bringen. Dort wird sie von einem der Eindringlinge angegriffen, kann ihn aber durch eine Lücke in der Außenwand stoßen. Von oben sieht sie, wie sich zwei Personen über den regungslosen Körper beugen und eine davon beginnt, am Gerüst hochzuklettern.
Es gelingt ihnen, den Einbrecher im Haus einzuschließen und in den Wald zu entkommen, wo sie einen weiteren Verfolger mit Hilfe einer Taschenlampe abschütteln können. Doch dann erweist sich ein Zaun als unüberwindliches Hindernis für den verletzten Lucas. Clémentine läuft alleine weiter, wird dabei weiter verfolgt und steht unvermittelt vor ihrem Auto. Sie steigt ein und versucht loszufahren, bemerkt aber plötzlich eine Gestalt vor sich. Lucas, der inzwischen am Zaun entlang weitergegangen ist, hört ihre Schreie und kann nur noch die Rücklichter des sich entfernenden Wagens wahrnehmen. Kurz darauf findet er das leerstehende Auto und schlägt den dort stehenden Täter nieder. Er hört wieder Schreie und klettert über einen Schacht in einen Tunnel. In einem abgelegenen Raum sieht er, wie ein Jugendlicher versucht, Clémentine zu überwältigen. Lucas schlägt auch ihn nieder und befreit seine Frau. Ein kleiner Junge behauptet, den Weg nach draußen zu kennen. Auf einer Leiter trennt er die beiden Flüchtlinge jedoch und Lucas bleibt abermals zurück. Wenige Minuten später sieht sich Clémentine schon fast am Ziel, ehe ein Absperrgitter ihren Fluchtversuch beendet – direkt an einer viel befahrenen Straße und mittlerweile bei Tageslicht.
Schließlich verlassen mehrere Jugendliche den Wald und steigen in einen Bus. Durch Einblendungen erfahren die Zuschauer, dass die Leichen des Paares fünf Tage später von der Polizei gefunden wurden und die Jugendlichen, die einige Wochen später als Mörder verhaftet wurden, zwischen zehn und fünfzehn Jahre alt waren. Der jüngste von ihnen begründet die Tat damit, dass die Opfer nicht mit ihnen „spielen“ wollten.

## Hintergrund
Zu Beginn des Films weist eine Einblendung darauf hin, dass die Geschichte auf einer wahren Begebenheit beruhe. Hierbei handelt es sich jedoch um ein typisches Stilmittel, um die Wirkung des Films zu intensivieren. Angeblich basiert die frei erfundene Handlung auf einer Geschichte aus Rumänien, wo ein österreichisches Paar in seinem Ferienhaus von drei Jugendlichen getötet wurde. Nach Angaben des Regisseurs, ist diese Geschichte eine urbane Legende, die ihnen von einem Taxifahrer in der Tschechoslowakei erzählt wurde.
Die Villa, in der gedreht wurde, steht tatsächlich auf einem Anwesen in Bukarest. Die Gesamtdrehzeit betrug 30 Tage.
Nach Angaben des Regisseurs litt die Hauptdarstellerin Olivia Bonamy an Klaustrophobie. Ihre dargestellten Angstgefühle im Tunnel waren daher mitunter real.

## Kritiken
Das Lexikon des internationalen Films lobt die Produktion: „Spannender Horrorfilm, der allein von der bedrohlichen Atmosphäre und seinen beiden brillanten Hauptdarstellern lebt. Ein seltener Glücksfall fürs Genrekino.“
Cinema fand, schon die Tonspur mache Angst und lobte den raffinierten, gespenstischen und unerbittlichen Horrorthriller als einen der „„effektivsten“ Nervenkitzelthriller der vergangenen Dekade!“